# Route 280 (Nouveau-Brunswick)
Pour les articles homonymes, voir Route 280.
La route 280 est une route locale du Nouveau-Brunswick située dans le nord de la province, près d'Eel River Crossing, longue de 18 kilomètres. Elle est pavée sur toute sa longueur.

## Tracé

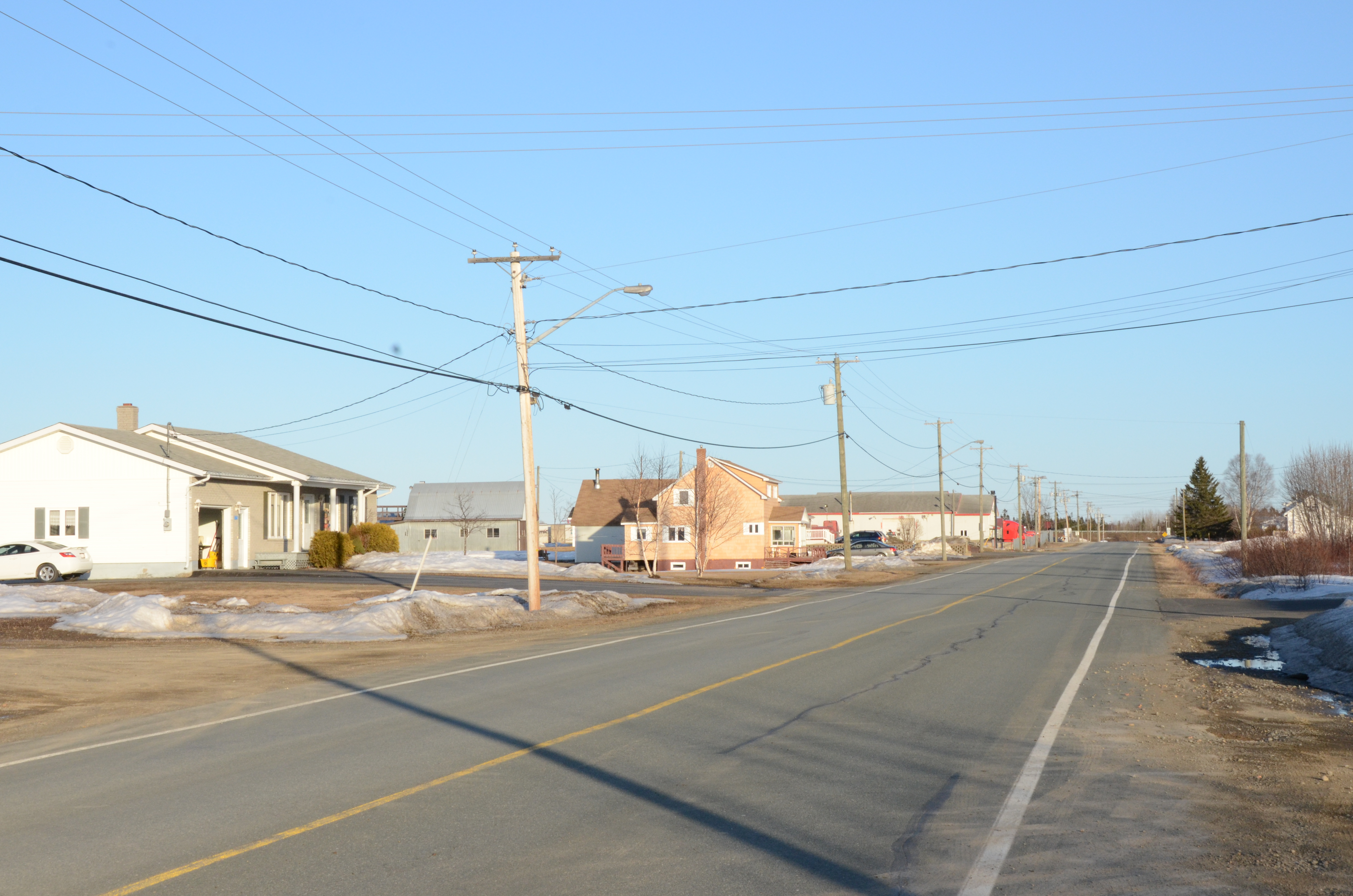
Image de la route 280 en direction est, sur la rue L'Anse à Eel River Crossing.

La 280 débute à McLeods, sur la route 134, puis elle se dirige vers le sud pour croiser la route 11 à peine 500 mètres plus loin. Ensuite, elle possède de nombreuses courbes serrées à travers une région plus ou moins agricole, puis elle suit la rivière Eel en se dirigeant vers l'est, et en traversant notamment Shannonvale et Dundee. Elle passe ensuite juste au sud d'Eel River Crossing, où elle croise la route 275, puis elle croise la route 11 à nouveau, à Eel River Cove. Elle se termine 2 kilomètres plus à l'est, à nouveau sur la route 134, à Charlo.

## Intersections principales
| Route 280       |                    |    |                                            |                     |
| Comté           | Location           | km | Intersection/Destinations                  | Notes               |
| Restigouche     | McLeods            | 0  | R-134, Dalhousie, Campbellton              | Début de la 280     |
| Restigouche     | McLeods            | 1  | R-11, Bathurst, Campbellton                | Sortie 403 de la 11 |
| Restigouche     | Eel River Crossing | 13 | R-275, Eel River Crossing centre, Balmoral |                     |
| Restigouche     | Eel River Crossing | 16 | R-11, Bathurst, Campbellton                | Sortie 388 de la 11 |
| Restigouche     | Charlo             | 18 | R-134, Dalhousie, Charlo, Belledune        | Fin de la 280       |
| Bleu: Échangeur |                    |    |                                            |                     |